# Culmulus
Culmulus is een geslacht van rechtvleugeligen uit de familie veldsprinkhanen (Acrididae). De wetenschappelijke naam van dit geslacht is voor het eerst geldig gepubliceerd in 1953 door Uvarov.

## Soorten
Het geslacht Culmulus omvat de volgende soorten:
- Culmulus crassior Uvarov, 1953
- Culmulus stramineus Uvarov, 1953